# Олигохидрамнион
Олигохидрамнион је стање у трудноћи којим се означава смањење количине плодове воде у односу на уобичајену количину, за одређени период гестације (количина мање од 0,5 литара плодове воде). Код овог стања, које се може утврдити уз помоћ ултразвука, материце је због смањене количине плодове воде, мања у односу на нормалну величину за одређени период гестације.
Узроци олигохидроамниона могу бити поремећаји у развоју фетуса који могу смањити производњу плодове воде или излучивање плодове воде из фетуса (нпр агенеза бубрега).
Стање олигохидрамниона у коме се количина плодове воде екстремно смањи може резултовати анхидрамнионом - потпуним одсуством плодове воде у плодовој кеси.

## Плодова вода
Као продукт лучења амниотичких ћелија (ћелија опни) крвних судова мајке и лучења бубрега плода настаје плодова вода или амнионска течност. У њој се налазе и елементи садржаја црева плода (меконијум) и отпале ћелије коже и слузокоже (верникс).
Садржај и састав плодова вода мења се током трудноће, јер се непрестано ресорбује преко унутрашње опне, што одржава количину и концентрацију плодове воде, која одговара старости трудноће. Највећа количина плодове воде је у четвртом месецу износи 1,0—1,5 литар. Са напредовањем трудноће смањује се количина плодове воде, тако да у седмом месецу њена количина је око 0,5 литар, а пред сам порођај 0,2 литара.

## Етиопатогенеза
Уколико се количина плодове воде значајно смањују (фише од физиолошких количина) настаје стање означено као олигохидроамниом, чији узроци могу бити следећи:
- Пропуштања овојница за време трудноће или непосредно око термина порођаја.
- Проблем са постељицом, која не може да обезбедити довољно хранљиве материје за фетус, и зато се не производи и довољно течности.
- Трансузиони синдром, који се преноси са једног близанаца на другог, код једнојајчаних близанаца. Један близанац (прималац) добија све хранљиве материје што ствара превише плодове воде, док други близанац (давалац) не добија хранљиве материје што проузрокује мањак плодове воде.
- Урођене аномалије фетуса, бубрежне (нпр агенезија бубрега) или срчане, карктеришу се малом количином плодове воде.

## Клиничка слика
Код смањене количине амнионске течности, клиничком сликом доминирају следећи знаци и симптоми:
- Стомак труднице изгледа знатно мањи, него што одговара стварности трудноће.
- Трудница може да има болне осећаје при покретима плода.
- Срчани тонови плода су јасни.

Уколико је смањење плодове воде значајно, постоји могућност повреде плода преко трбушног зида мајке и стварање сраслина између тела плода са амнионом (Симонартове траке). Тада се плод радја са деформитетима који су израженији уколико се олигохидроамниом јави у раној трудноћи.

## Дијагноза
Дијагноза промена у материци код олигохидрамниона може се поставити објективним и ултразвучним прегледом на основу следећих знакова:
- величине материце, која је много мања него у периоду од аменореје
- мања покретљивост фетуса,
- материца је "пуна плода" због мале количине амнионске течности,
- лош положај плода (стражњице)
- визуелизације нормалног пуњења и пражњења мокраћне бешике фетуса, која може да укаже на неправилост у уринарном тракту (хидронрфроза).

Ултразвучна дијагностика код сумње на олигохидрамнион ради се када је највећи слој течности у плодовој кеси мањи од 2 cm.

## Терапија
Специфичан облик лечења не постоји. Терапија се претежно заснива на мировању (лежању) труднице, нарочито у задњем тромесечју, или ограничених хируршких интервенција и аминиотрансфузијама.
Ако олигохидрамнион није повезан са аномалијама бубрега код фетуса, помаже обилан унос течност у количини од око 2 литра дневно. На овај начин може се повећати индекс амнионске течности до 30%.
У тежим случајевима, олигохидрамнион се може третиран амниоинфузијама током порођаја како би се спречила компресија пупчане врпце. Коко постоји неизвесност у безбедност и ефикасност трајања поступка, препоручује се да се амниоинфузија обавља само у центрима специјализованим за инвазивну феталну медицини и уз присуство мултидисциплинарног тима.

У случају конгениталних аномалија праћених опструкцијом уринарног тракта интраутерино, на фетусу се може обавити операција која може утицати на преживљавање плода.

## Компликације
Компликације могу укључивати:
- компресију пупчане врпце,
- мишићно-скелетне аномалије, као што су деформације лица и стопала, хипоплазија плућа, ограничен интраутерини раст фетуса и појава амнионских нодуса (чвороватих израслина на фетуси а површини амниона).[7]
- билатерална аномалије бубрега изазвана недостатком излучивања феталног урина.[8][9]